# 太子堂 (世田谷區)
太子堂（日语：／ Taishidō */?）是東京都世田谷區的地名。現行行政單位為太子堂一丁目至五丁目。郵遞區號154-0004。

## 地理
位於世田谷區中央偏東北的位置，一丁目在國道246號以南，其他在國道246號以北。北鄰代澤，東街三宿、池尻，南連三軒茶屋、下馬，西通若林。
町內的鐵路車站有三軒茶屋站、西太子堂站，幹道有國道246號線、世田谷通、茶澤通。三軒茶屋站周邊與世田谷通沿線為商業區，其他多為住宅地。國道246號以南的一丁目7番地是昭和女子大學。
東西向的烏山川已暗渠化，並改建為綠道。地形上，一丁目大致平坦，二、四丁目與三、五丁目之間的烏山川綠道旁可見斜坡。
三軒茶屋站周邊有胡蘿蔔塔（キャロットタワー）與西友等商業設施。太子堂本町周邊有供奉聖德太子的圓泉寺與東京雲吞本舗。二丁目有太子堂集團本社。三丁目的國立小兒醫院在2002年[2月閉院。

## 歷史

### 地名由來
圓泉寺因供奉聖德太子而稱太子堂。此為町名的由來。安土桃山時代就有太子堂村的記載。後併入世田谷村。

## 備註
1. ↑  平成25年（2013年）の世田谷区の町丁別人口と世帯数 - 世田谷区